# Till I Die (canção de Chris Brown)
"Till I Die" é uma canção do artista americano Chris Brown, gravada para o seu quinto álbum de estúdio Fortune (2012). Conta com a participação do rappers norte-americano Big Sean e Wiz Khalifa, sendo escrita e produzida por Danja.
"Till I Die" é uma canção hip-hop e R&B de ritmo acelerado e o seu arranjo musical é composto por sintetizadores e tambores. Os membros da crítica apreciaram a música, que em sua maioria elogiaram a sua produção. Brown interpretou a canção nos quatro show do festival australiano Supafest entre os dias 14 a 22 de Abril.

## Antecedentes e composição
"Till I Die" foi escrita e produzida por Nathan "Danja" Hills. A 28 de Março de 2012 Brown escreveu através da rede social twitter sobre os próximos singles do álbum Fortune: "Real R&B and Hip Hop coming soon! 'SWEET LOVE' next single(R&B). 'TILL I DIE' next single(rap) ft @BigSean and WIZ KHALIFA!". O single e a capa estrearam online a 10 de Abril de 2012. "Till I Die" foi laçada para download digital nos Estados Unidos a 17 de Abril de 2012 como terceiro single do álbum Fortune, e lançada nas rádios rhythmic contemporary hit radio em 1 de Maio de 2012.
"Till I Die" tem duração de trinta minutos e cinquenta e sete segundos, sendo uma canção de hip-hop e R&B com elementos de música eletrônica de ritmo acelerado e o seu arranjo musical é composto por sintetizadores e tambores. Ao longo da música, Brown e os dois rappers fazem referências a mulheres, a fumar maconha e viver a boa vida. No primeiro verso Brown canta "about getting faded all the way until the morning" e em seguida faz referências a política Sarah Palin: "Sippin and I'm faded / Super medicated / Said she wanna check the poll / I said ok Sarah Palin". De acordo com Becky Bain do sítio Idolator comentou que a "canção tem notas graves com ruídos, e que você provavelmente vai ouvir em um arcade da velha escola".

## Recepção da crítica
Becky Bain do Idolator apreciou a "agradável mistura de electro e R&B" na música "Till I Die", escrevendo que ele "tem um som único que é ao mesmo tempo experimental e fácil de colocar de volta para o lugar". Andrew Martin, da revista Complex descreveu a canção como "descontraída, e a produção é de ferrar com o verão", enquanto Becca Longmire do Entertainment Wise viu "Till I Die" como um hit em potencial. Trent Fitzgerald do sítio PopCrush elogiou a música por ter um "bom entalhe de R&B" e acrescentou que "certamente vai obter algumas execuções nas rádios urbanas".

## Apresentações ao vivo
Brown interpretou a canção juntamente com Big Sean no festival australiano Supafest em 22 de Abril de 2012.

## Lista de Faixas
- Download digital[4]

1. "Till I Die" (com Wiz Khalifa e Big Sean) – 3:57

## Desempenho nas paradas musicais
"Till I Die" fez sua estréia no chart americano Hot R&B/Hip-Hop Songs a 28 de Abril de 2012 no número 74. Teve como melhor posição na décima quarta posição. Na parada Rap Songs obteve a décima sétima colocação.

### Posições
| Tabela (2012)                                   | Melhor posição |
| ----------------------------------------------- | -------------- |
| Estados Unidos - Hot R&B/Hip-Hop Songs          | 14             |
| Estados Unidos - Rap Songs                      | 17             |
| Estados Unidos - Bubbling Under Hot 100 Singles | 2              |

## Histórico de lançamento
| País           | Datae               | Formato                     |
| Estados Unidos | 17 de Abril de 2012 | download digital            |
| Estados Unidos | 1 de Maio de 2012   | Rhythmic contemporary radio |